# 阿尔梅纳拉
阿尔梅纳拉，是西班牙瓦伦西亚自治区卡斯特利翁省的一个市镇。总面积28平方公里，总人口4947人（2001年），人口密度177人/平方公里。